# 奧爾福茲維爾鎮區 (北卡羅萊納州羅伯遜縣)
奧爾福茲維爾鎮區（英語：Alfordsville Township）是位於美國北卡羅萊納州羅伯遜縣的一個鎮區。

## 地方資料
奧爾福茲維爾鎮區的面積為112.92平方千米，皆為陸地。根據2020年美國人口普查的數據，當地共有人口1764人，而人口密度為每平方千米15.62人。